# فروم‌های امپراتوری

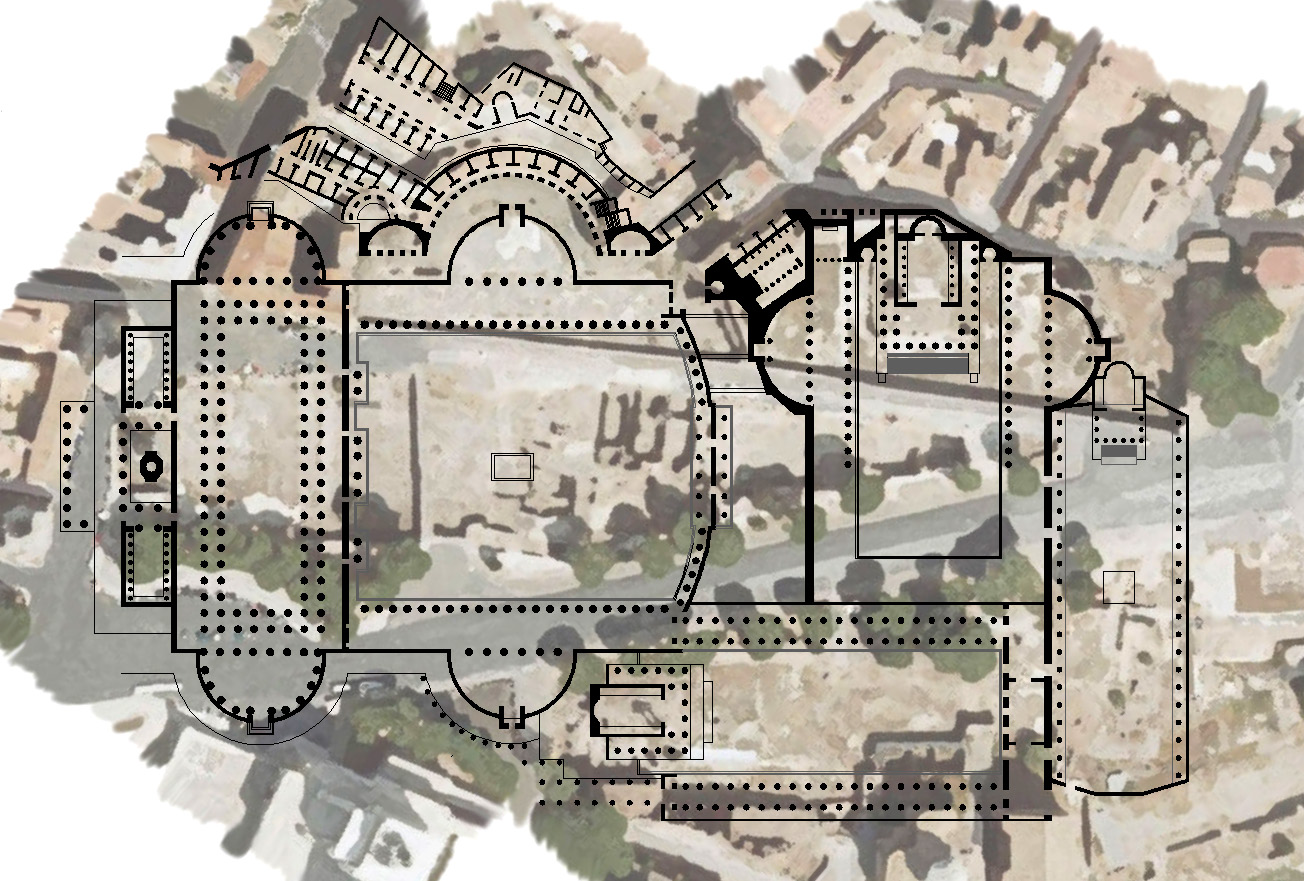
یک تصویر هوایی از پنج فُرومِ عصر امپراتوری

فروم‌های امپراتوری (به ایتالیایی: Fori Imperiali)؛ به مجموع پنج فُرومِ (میدان مرکزی) یادبودی گویند که در مدت یک سده و نیم (۴۶ قبل از میلاد-۱۱۳ پس از میلاد) در قلب شهر رُم ساخته شدند و بانیان آنها سزار و امپراتوران آگوستوس و وسپاسیانوس و نروا و ترایانوس بودند.
گفتنی است فروم رم، که برای سده‌ها مرکز سیاسی و مذهبی و اقتصادی شهر بود، درشمول این‌ها نیست، چراکه در عصر جمهوری ساخته شده و نخستین پی‌افکنی‌اش به عصر پادشاهی روم (سدهٔ ششم قبل از میلاد) بازمی‌گردد و البته خصوصیت یکپارچه‌ای هم نداشت؛ بلکه در زمان سزار و آگوستوس با بازسازی بازیلیکا اِمیلیا و ساخت بازیلیکا جولیا، که جناحینِ درازِ فُروم را محدود می‌کردند، به این فُروم شکل دادند.